# Singoallablus

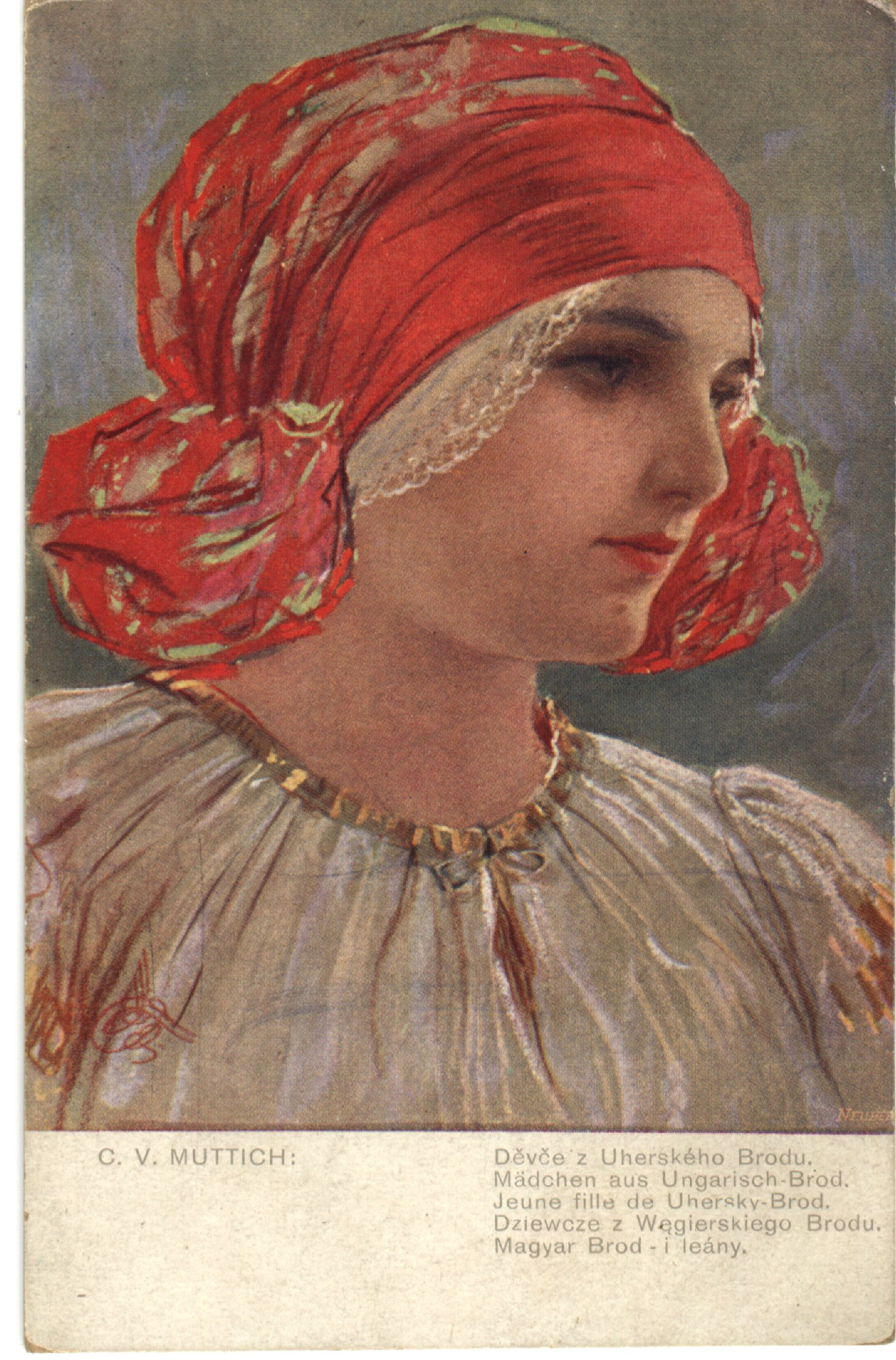
En variant av Singoallablus med lagda veck istället för dragsko.

Singoallablusen är ett damplagg inspirerat av romska kläder vars namn härstammar från romanfiguren Singoalla i Victor Rydbergs roman av samma namn.
Blusen har en mycket vid halsöppning som kan snöras åt med en dragsko varvid tyget veckas kraftigt. Ärmarna är ofta raglanskurna. Singoallablusar tillverkas ofta i tunnare linnetyg, crêpe eller bomullstyg i tuskaft. Vitt eller gräddvitt är den vanligaste färgen.
Plagget blev populärt på 1800-talet genom romska figurer som Esmeralda i Victor Hugos roman Ringaren i Notre Dame, Carmen i Georges Bizets opera av samma namn och Rydbergs Singoalla. Plagget ingav ett förföriskt intryck som gick emot rådande normer om kvinnoklädsel då kvinnor vanligen täckte sig från topp till tå.
Singoallablusen fick spridning i början på 1900-talet och blev under 30-talet ett vanligt sommarplagg i Sverige. Plagget blev framför allt populärt under 1970-talet där det var vanligt att det hade fler dekorativa detaljer som brodyr, volanger och puffärmar. Blusen kom sedan tillbaka under 2010-talet då bland annat modeskaparen Yves Saint-Laurent designade en egen variant av singoallablusen.